# East Peak
East Peak är en bergstopp i Antarktis. Den ligger i Östantarktis. Nya Zeeland gör anspråk på området.
Terrängen runt East Peak är kuperad. Havet är nära East Peak åt sydväst. Trakten är obefolkad. Det finns inga samhällen i närheten. 